# پناهگاه صخره‌ای کلک رو ۱
پناهگاه صخره‌ای کلک رو ۱ مربوط به دوران پارینه‌سنگی جدید است و در شهرستان رومشکان، بخش مرکزی، شهر چغابل واقع شده و این اثر در تاریخ ۲۸ اسفند ۱۳۸۵ با شمارهٔ ثبت ۱۸۵۰۶ به‌عنوان یکی از آثار ملی ایران به ثبت رسیده است.